# Jan Šépka
Jan Šépka (* 29. Oktober 1969 in Prag) ist ein tschechischer Architekt und Professor.

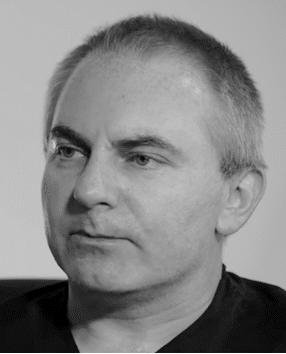
Jan Šépka

## Werdegang
Jan Šépka studierte bis 1997 Architektur an der Tschechischen Technischen Universität Prag und der Akademie der Bildenden Künste Prag. 1994 gründete er mit Michal Kuzemenský ein Architekturbüro und zwischen 1998 und 2009 arbeitete er mit Petr Hájek und Tomáš Hradechn als HŠH architekti zusammen. Seit 2009 arbeitet Jan Šépka ohne Partner in Prag. Šépka lehrte von 2004 bis 2014 an der TTU Prag, zwischen 2014 und 2016 bekleidete er die Position des Leiters des Büros für Projekte und Wettbewerbe am Institut für Planung und Entwicklung Prag und seit 2014 an der Universität für Angewandte Kunst Prag. 2015 habilitierte er zum Thema Wie eine Stadt entsteht.

## Bauten

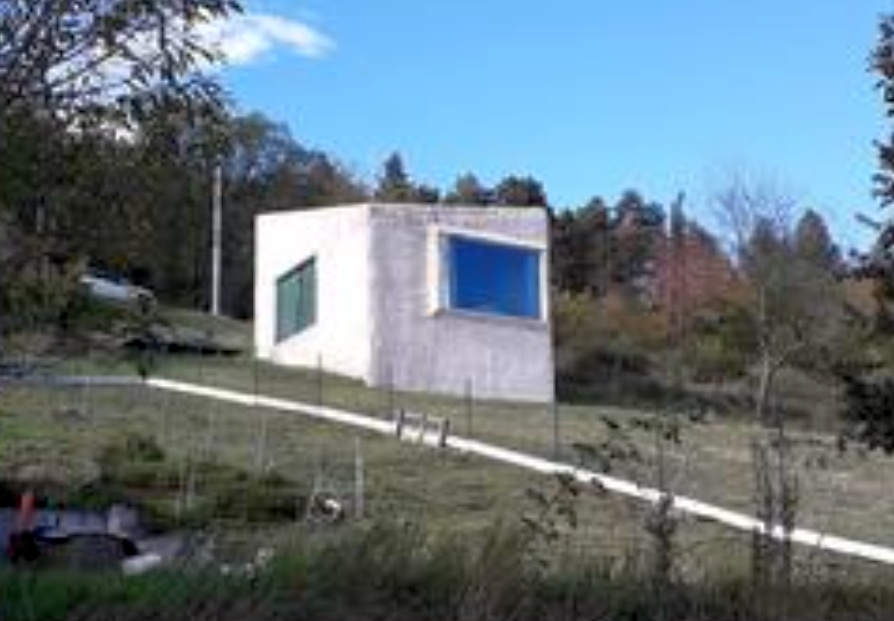
Villa Hermína, Černín

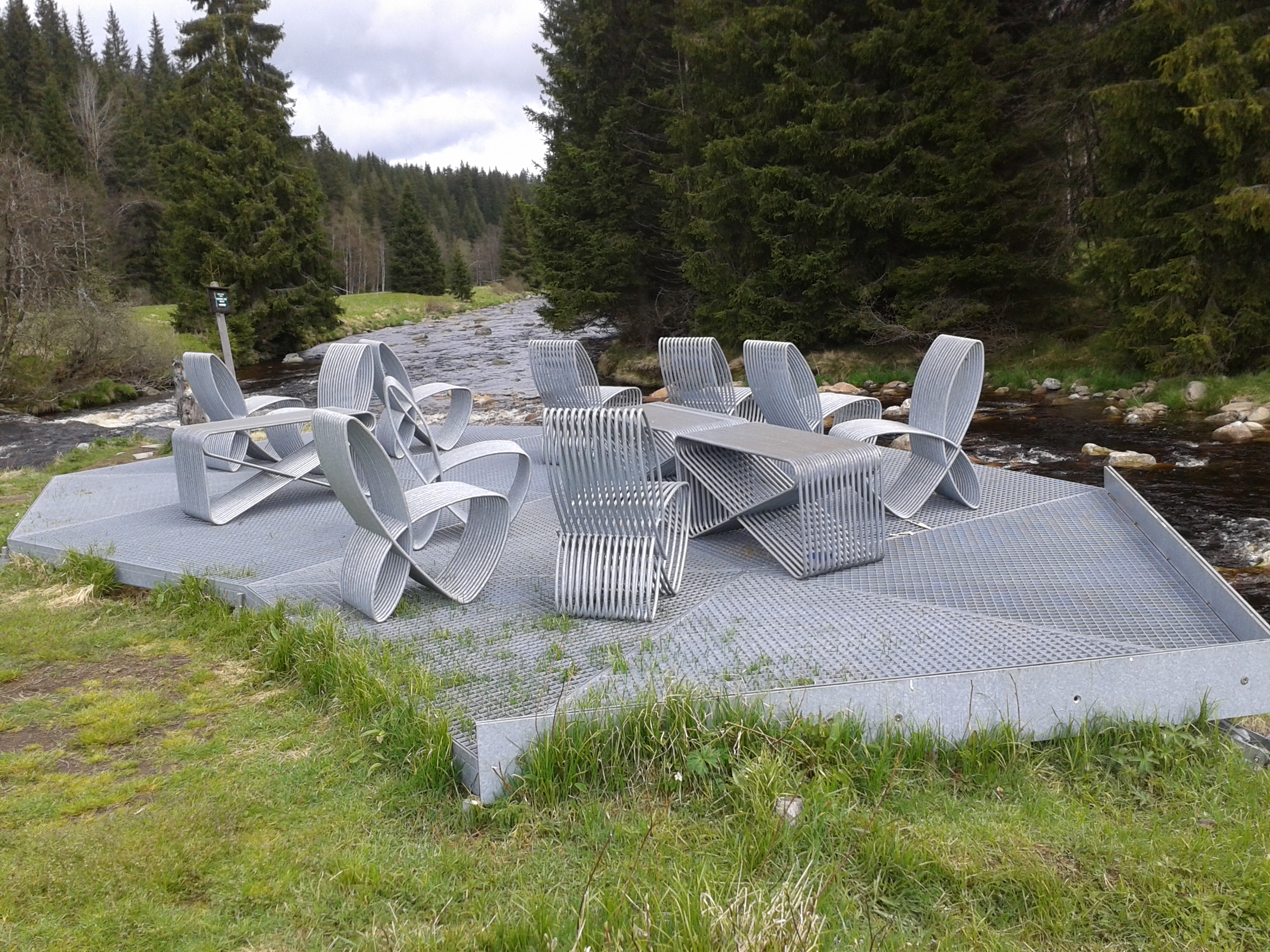
Zimmer im Grünen, Modrava

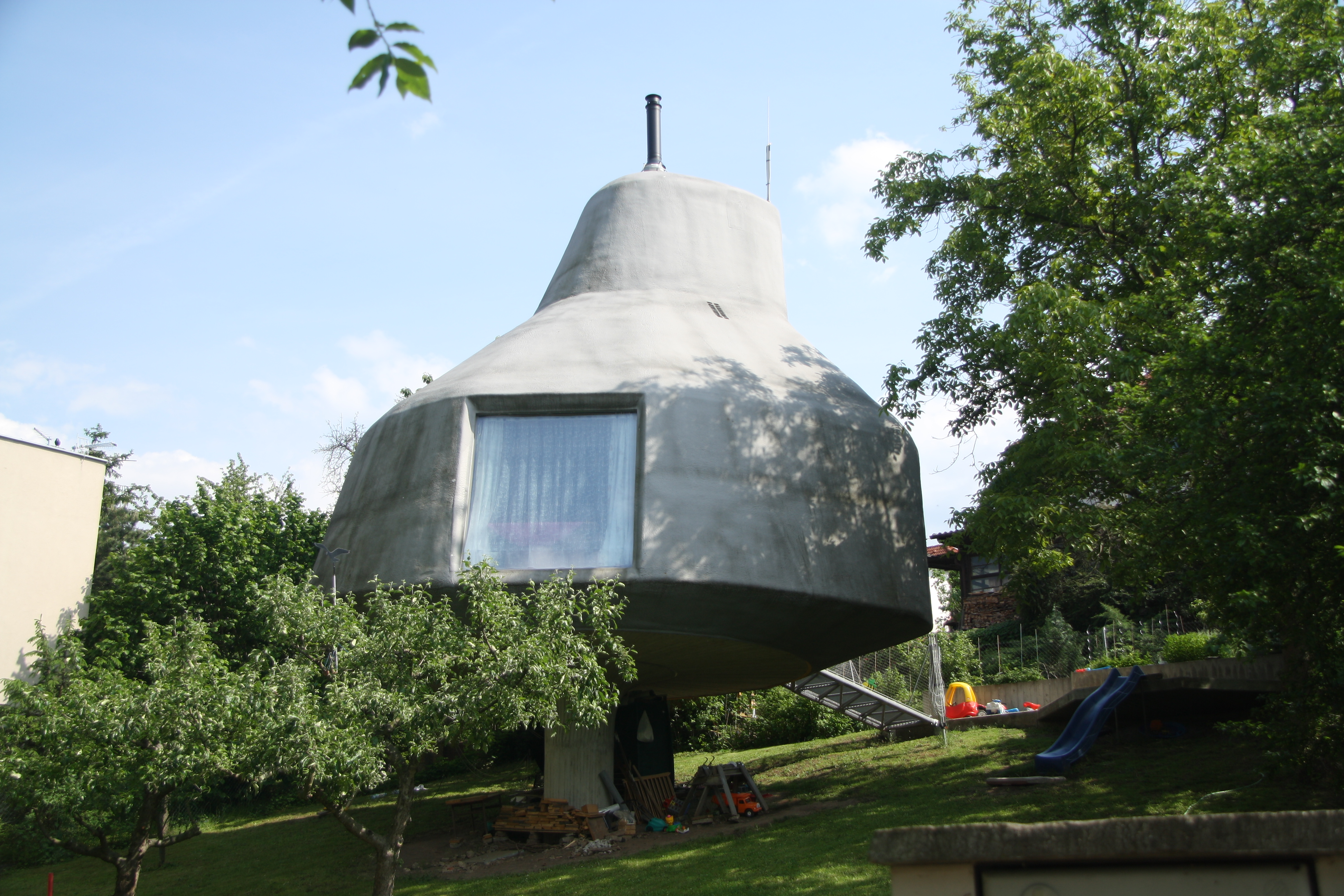
Haus im Obstgarten, Prag

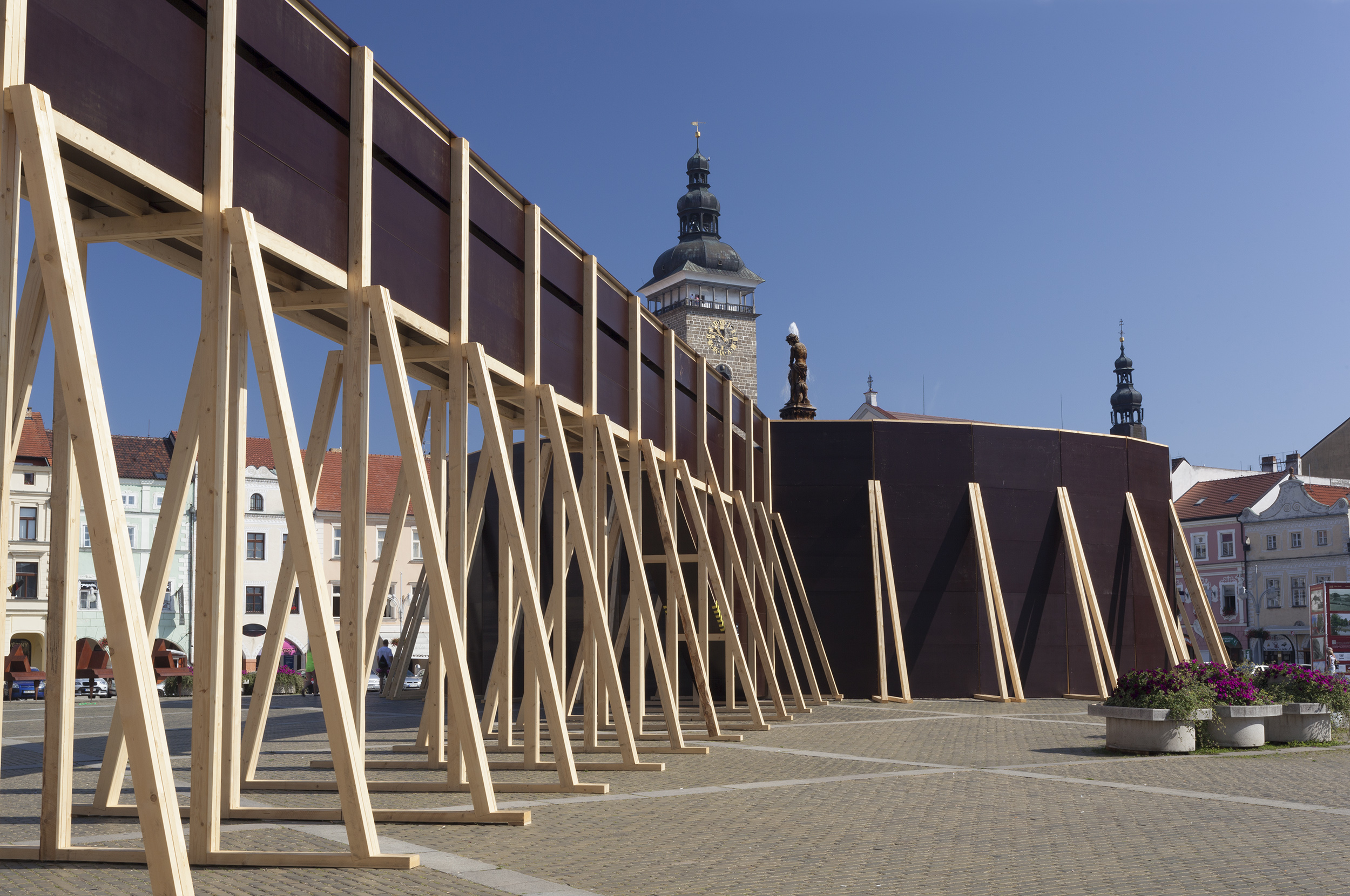
Installation Wahrnehmung, Přemysl-Otakar-II.-Platz České Budějovice

- 1995–2001: Neugestaltung Horní náměstí, Olomouc
- 1997–2002: Neugestaltung Georgsplatz, Prager Burg
- 2001–2004: Villa, Beroun
- 1998–2006: Umbau und Erweiterung Erzdiözesanmuseum, Olomouc
- 2004–2006: Dachaufbau, Prag Malvazinky
- 2000–2009: Villa Hermína, Černín
- 2007–2016: Umbau Burgberg, Litomyšl[2]
- 2009–2010: Zimmer im Grünen, Modrava
- 2011–2016: Haus im Obstgarten, Prag[3]
- 2016: Installation Wahrnehmung, Přemysl-Otakar-II.-Platz České Budějovice
- 2010–2019: Haus im Stahlkorsett, Prag
- seit 2011: Haus mit Gewölben, Prag
- seit 2015: Haus Verflechtung, Prag

## Auszeichnungen und Preise
- 2005: Nominierung – Mies van der Rohe Preis für Umbau und Erweiterung Erzdiözesanmuseum, Olomouc[4]
- 2005: Anerkennung – Bauwelt Preis für Villa, Beroun[5]
- 2011: Nominierung – Mies van der Rohe Preis für Villa Hermína, Černín[6]
- 2012: Nominierung – Brick Award für Villa Hermína, Černín
- 2013: Finalist – Architekt des Jahres
- 2017: Nominierung – Mies van der Rohe Preis für Haus im Obstgarten, Prag[7]
- 2022: Nominierung – Mies van der Rohe Preis für Haus im Stahlkorsett, Prag[8]

## Filmografie
- 2011: Wohnen in einem Haus aus 24 Würfeln | euromaxx

## Interviews & Vorträge
- 2015: Jan Šépka - práce (12. února 2015, Nymburk)
- 2017: V čekárně - Jan Šépka
- 2017: ARTEDU | REC Architect: Jan Šépka
- 2017: Jan Šépka - Vnímání
- 2017: 2017_11_09_Jan_Šépka_Instalace_a_projekt_Vnímání_UMENIVKONTEXTU_FA_CVUT
- 2017: Cena Nadace Proměny 2017 - rozhovory s architekty
- 2017: Jan Šépka a Mirka Tůmová
- 2017: Showcase: 'The House in the Orchard'
- 2018: Architekt Jan Šépka
- 2018: 07 Jan Šépka
- 2022: DAAD/DAAF 2021 – ŠÉPKA JAN + Nová česká práce / CZ
- 2022: SAINT-GOBAIN FÓRUM 2022 | Kam kráčí česká architektura?
- 2022: Jan Šépka – Mařena FA VUT 2022
- 2023: JAN ŠÉPKA hostem Jana Bárty / KC Husitská

## Bücher
- Tschechische Architektur 2006–2007.
- mit Universität für Angewandte Kunst Prag: Inspiration. 2019. ISBN 978-80-87989 - 98-2
- mit Mirka Tůmová: Wie eine Stadt entsteht. Verlag PROSTOR, 2015. ISBN 978-80-87064-15-3